# Compact Symmetric Object
Compact Symmetric Objects (deutsch kompakte symmetrische Objekte) sind bipolare Radiogalaxien, die im Bereich der Radiostrahlung einen Durchmesser von weniger als 1000 Parsec haben. Sie werden als Vorläuferobjekte von aktiven Galaxienkernen interpretiert.

## Eigenschaften und Interpretationen
Wie bei anderen Radiogalaxien ist die Morphologie von Compact Symmetric Objects (kurz CSO) durch zwei vom Zentrum der Galaxie ausgehende Jets gekennzeichnet. Im Zentrum der CSOs wird, wie bei anderen aktiven Galaxien, ein supermassereiches schwarzes Loch vermutet. Die relativistischen Jets enden auf beiden Seiten der Galaxie in einem Abstand von weniger als 1000 Parsecs in Hotspots durch eine Kollision mit dem interstellaren Medium, während bei aktiven Galaxienkernen die Jets über bis zu mehrere 100.000 Parces beobachtet werden können und mit dem intergalaktischen Medium wechselwirken.
Die Radiostrahlung der Compact Symmetric Objects wird von den Hot Spots dominiert, die häufig die größte Intensität in der Kollisionszone zeigen. Der Durchmesser der CSO vergrößert sich mit bis zu 0,1 c pro Jahr und daraus kann das kinematische Alter der CSO auf 20 bis 2000 Jahre berechnet worden. Die CSOs konnten im Bereich der Röntgenstrahlung nachgewiesen werden, während bisher die theoretisch vermutete Emission im Bereich der Gammastrahlung nur bei einem CSO beobachtet werden konnte. Bei nur wenigen CSOs konnte eine Polarisation im Bereich der Radiowellen gemessen werden.
Im Allgemeinen werden Compact Symmetric Objects im sogenannten Jugendmodell (engl. youth model) als Ausbrüche im galaktischen Kern mit einem Alter von weniger als 2000 Jahren interpretiert. Im Frustationsmodell wird der geringe Durchmesser dagegen als eine Folge eines dichten interstellaren Mediums in der Galaxie interpretiert, der durch die Jets nicht durchbohrt werden kann.

## Beispiele
- J10351+5628
- OQ 208
- PKS 1718−649